# San Marino (stad)
San Marino Città is de hoofdstad van San Marino, een dwergstaat die volledig wordt omsloten door Italië. Het stadje ligt in de gemeente (castello) Città di San Marino (letterlijk: 'stad van San Marino'). In deze gemeente ligt ook het plaatsje Murata. In 2003 woonden er 4.493 mensen op een oppervlakte van 7,09 km². Het historische centrum van San Marino staat op de UNESCO Werelderfgoedlijst.

## Geschiedenis
Als traditionele stichtingsdatum wordt 3 september 301 beschouwd, toen christelijke vluchtelingen onder leiding van Marinus van Rimini op de Titano een nederzetting stichtten.
Op de vlucht voor Romeinse vervolgingen volgden meer christenen, waarop San Marino als stadstaat de eerste republiek van Europa werd. In de 11e, 13e en 14e eeuw werden drie versterkte torens bij de stad gebouwd om haar te beschermen tegen aanvallen van buitenaf.

## Bezienswaardigheden
- berg Monte Titano op een hoogte van 749 meter
- Drie torens van San Marino
- Basilica di San Marino
- Palazzo dei Capitani
- Palazzo Pubblico
- Piazza del Titano
- Piazza Garibaldi
- Monastery of Santa Clara, klooster
- Grand Hotel San Marino

## Galerij

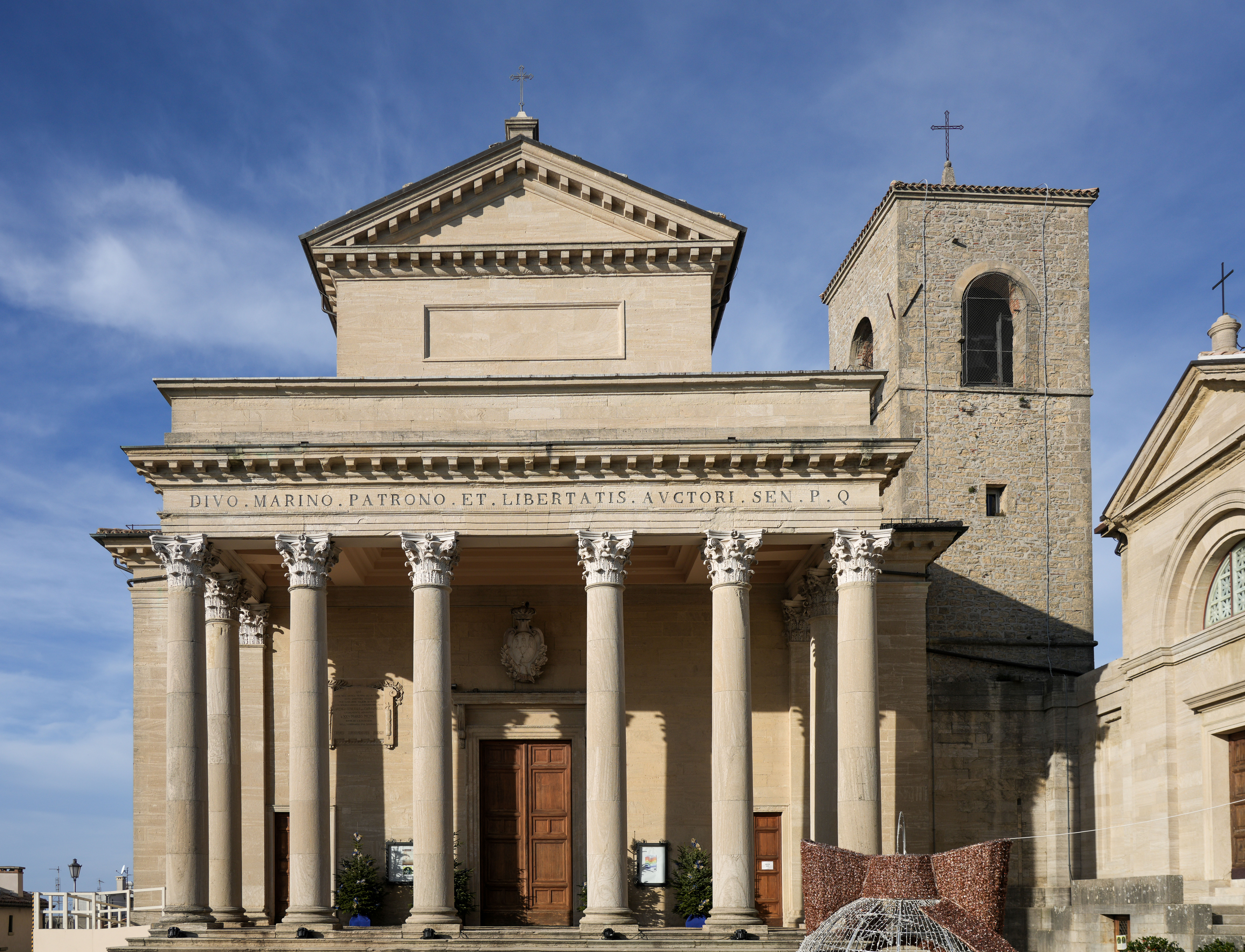
Basilica di San Marino (kathedraal van de heilige Franciscus)
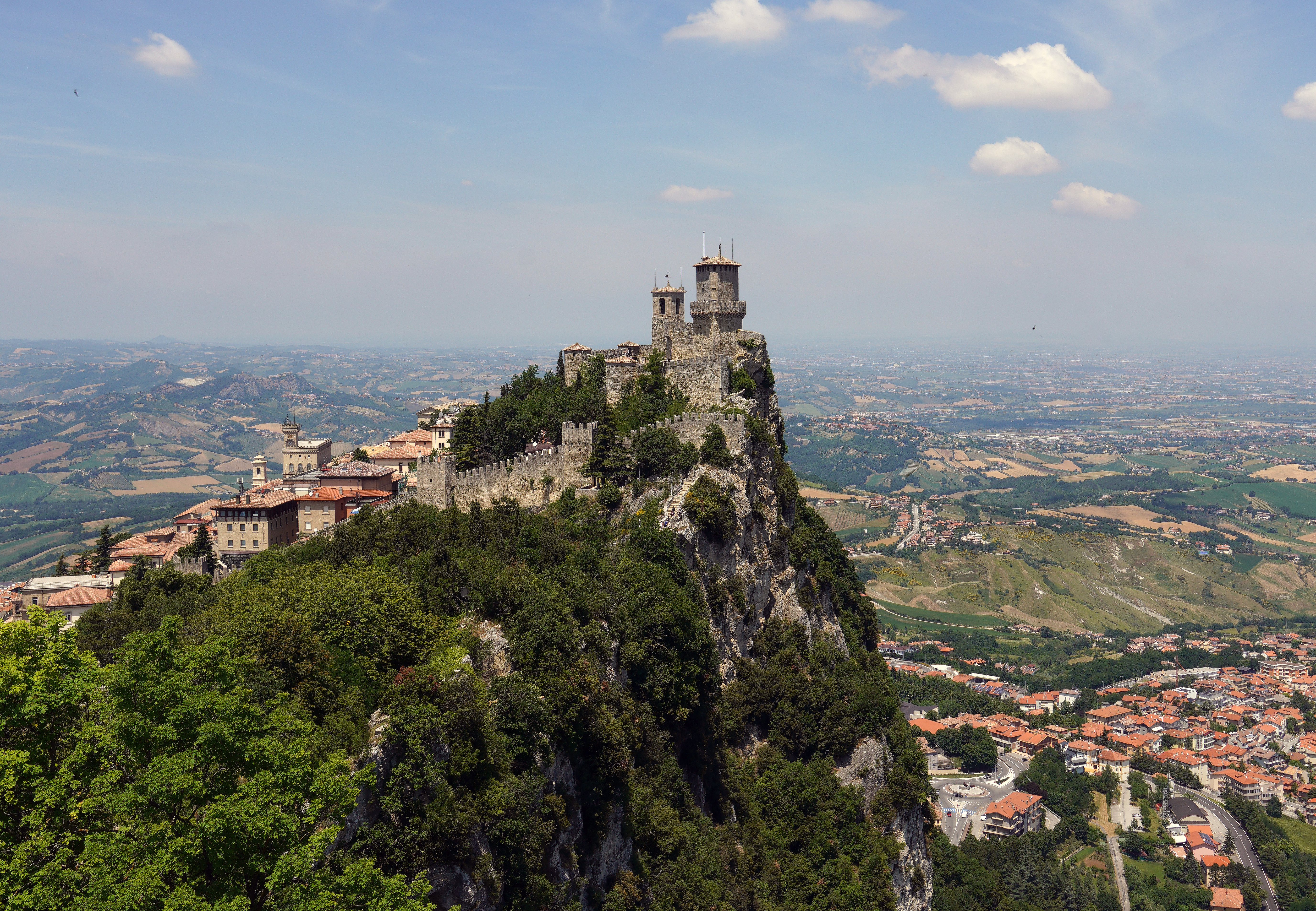
Drie torens van San Marino

## Verkeer en vervoer
San Marino is bereikbaar via de lokale weg SP32 en de SS72 naar Rimini. Er is een busverbinding met Rimini. Er is een kabelbaan tussen San Marino city en Borgo Maggiore.

## Geboren
- Valentina Monetta (1975), zangeres
- Chiara Beccari (2004), voetbalster

- Gemeinsame Normdatei: 4263384-9
- International Standard Name Identifier: 0000 0004 0638 851X
- Library of Congress Control Number: n83232988
- MusicBrainz: 0c616beb-6288-4906-a137-e3cfc27141de
- National Archives and Records Administration: 10044714
- Nationale Bibliotheek van Tsjechië: xx0114057
- Nationale Bibliotheek van Israël: 987007555226305171
- Virtual International Authority File: 151313708